# Friedrich Feyrter
Friedrich Feyrter (* 2. Juni 1895 in Wien; † 2. Dezember 1973 in Bad Fischau-Brunn) war ein österreichischer Pathologe.

## Leben und Werk
Friedrich Feyrter wurde geboren als Sohn des Beamten Johann Feyrter. Nach Besuch des Gymnasiums in seiner Geburtsstadt studierte er Medizin an der Universität Wien. Von 1919 bis 1921 arbeitete er unter Josef Schaffer als Demonstrator am dortigen Histologischen Institut; 1921 wurde er promoviert. Danach arbeitete er beim Pathologen Jakob Erdheim sowie unter Richard Wiesner an der Prosektur des Wilhelminenspitals. 1931 trat er in das von Rudolf Maresch geleitete Pathologisch-anatomische Institut der Universität Wien ein, wo er 1934 habilitiert wurde. Als Privatdozent wirkte er an der Universität Wien und ab 1935 unter Martin Staemmler an der Universität Breslau; dort wurde er auch zum außerordentlichen Professor ernannt. 1936 ging er nach Danzig, wo er als Abteilungsdirektor des Städtischen Krankenhauses wirkte und 1939 zum nebenamtlichen ordentlichen Professor der Staatlichen Akademie für praktische Medizin ernannt wurde. Am 2. Juni 1938 beantragte er die Aufnahme in die NSDAP und wurde rückwirkend zum 1. Mai desselben Jahres aufgenommen (Mitgliedsnummer 6.229.661). Ab 1941 war er ordentlicher Professor und Direktor des Pathologisch-anatomischen Instituts der Universität Graz. 1946 wurde er entlassen, weil er die „Anzeigepflicht des Prosektors“ verletzt habe. 1947 wurde er Prosektor am Hanusch-Krankenhaus in Wien. Ab 1951 war er ordentlicher Professor und Direktor des Pathologischen Instituts der Georg-August-Universität Göttingen. 1959 emeritiert, kehrte er nach Wien zurück, wo bis zu seinem Tod weiter forscht.
Friedrich Feyrter gilt als der Begründer der medizinischen Neuroendokrinologie. Er legte die Grundlagen für das Verständnis der hormonellen Steuerung entscheidender Stoffwechselfunktionen. Er forschte ebenso auf dem Gebiet der bösartigen Tumore, der Lipide und der Zellstoffwechselstörungen. Durch den Zweiten Weltkrieg blieben viele seiner Erkenntnisse lange Zeit unbeachtet.

## Schriften (Auswahl)
- Carcinoid und Carcinom. In: Ergebnisse der allgemeinen Pathologie und pathologischen Anatomie. Bd. 29 (1934), S. 305 ff. (Habilitationsschrift).
- Ueber diffuse endokrine epitheliale Organe. Barth, Leipzig 1938; 2., erweiterte Auflage als: Über die peripheren endokrinen (parakrinen) Drüsen des Menschen. Maudrich, Wien 1953.
- Ueber Neurome und Neurofibromatose, nach Untersuchungen am menschlichen Magendarmschlauch. Maudrich, Wien 1948.
- Ueber die Anzeigepflicht des Prosektors wegen ärztlichen Verschuldens. Maudrich, Wien 1949.
- Über die Pathologie der vegetativen nervösen Peripherie und ihrer ganglionären Regulationsstätten. Maudrich, Wien 1951.
- mit Ekkehard Kofler: Zur Histologie und Biologie der epithelialen Geschwülste des menschlichen Enddarmes. Maudrich, Wien 1953.
- Ein adrenolipoides Syndrom: Normologie und Pathologie des braunen Fettgewebes des Menschen. Thieme, Stuttgart 1973.